# غراب نوک‌کلفت
غراب نوک‌کلفت (نام علمی: Corvus crassirostris) نام یک گونه از سرده کلاغ است.